# Eugene B. Crowe
Eugene Burgess Crowe, född 5 januari 1878 i Clark County i Indiana, död 12 maj 1970 i Indianapolis i Indiana, var en amerikansk politiker (demokrat). Han var ledamot av USA:s representanthus 1931–1941.
Crowe ligger begravd på Green Hill Cemetery i Bedford i Indiana.